# Canton de Bannalec
Le canton de Bannalec est une ancienne division administrative française, située dans le département du Finistère en région Bretagne.

## Composition
Le canton de Bannalec comprenait les communes suivantes :
| Nom                  | Code Insee | Codepostal | Superficie (km2) | Population (dernière pop. légale) | Densité (hab./km2) |
| -------------------- | ---------- | ---------- | ---------------- | --------------------------------- | ------------------ |
| Bannalec (chef-lieu) | 29004      | 29380      | 77,51            | 5 552 (2012)                      | 72                 |
| Melgven              | 29146      | 29140      | 51,17            | 3 404 (2012)                      | 67                 |
| Le Trévoux           | 29300      | 29380      | 20,83            | 1 527 (2012)                      | 73                 |

## Histoire
À l'origine, le canton comprenait quatre communes, les trois actuelles et Kernével. En 1974, celle-ci est retirée du canton pour être fusionnée avec Rosporden, chef-lieu du canton homonyme. Dès lors, le canton de Bannalec est donc séparé en deux par la commune de Rosporden, avec Melgven à l'ouest et Bannalec et Le Trévoux à l'est.
À la suite du redécoupage des cantons en 2014, il est supprimé à compter des élections départementales de mars 2015. Bannalec et Le Trévoux sont rattachées au canton de Moëlan-sur-Mer et Melgven à celui de Concarneau.

## Représentation

### Conseillers généraux de 1833 à 2015
| Période               | Identité                     | Parti                  | Qualité                                                                                   |
| --------------------- | ---------------------------- | ---------------------- | ----------------------------------------------------------------------------------------- |
| 1833-1848             | Samson Marie Charles Guyho   |                        | Juge de paix, notaire, maire de Bannalec                                                  |
| 1848-1871             | Adolphe Chardon              |                        | Notaire, Maire de Bannalec (1832-1848, 1850-1871)                                         |
| 1871-1874             | Henri Rodallec               | Légit.                 | Cultivateur                                                                               |
| 1874-1878 (démission) | Bertrand Le Bihan            | Rép.mod                | Maire de Bannalec (1871-1874)                                                             |
| 1878-1905 (décès)     | Alexandre Guégan (1837-1905) | Rép.mod→Prog. →Radical | Notaire Maire de Melgven (1877-1905)                                                      |
| 1905-1910             | Christophe Le Dérout         | Rép.G                  | Cultivateur Maire du Trévoux                                                              |
| 1910-1940             | Yves Tanguy                  | Rad-soc                | Notaire Maire de Bannalec (1910-1940) (révoqué en 1940) Sénateur (1931-1939)              |
|                       |                              |                        |                                                                                           |
| 1943-1945             | Alfred Lartigue (1909-1987)  |                        | Médecin Maire de Bannalec (1942-1944) Nommé conseiller départemental en 1943              |
|                       |                              |                        |                                                                                           |
| 1945-1949             | Christophe Féou (1900-1981)  | Rad.                   | Electricien à Ladry, conseiller municipal de Bannalec, ancien résistant FFL               |
| 1949-1955             | René Nicolas (1906-1980)     | PCF                    | Artisan forgeron, ancien résistant FTP Maire de Kernével (1947-1974)                      |
| 1955-1961             | Jérôme Jeannès (1921-2009)   | Rad.                   | Maire de Melgven (1947-1969)                                                              |
| 1961-1985             | Pierre Boedec (1922-1987)    | SFIO puis CIR puis PS  | Exploitant agricole puis assureur Maire de Bannalec (1959-1987)                           |
| 1985-2011             | Yvon Le Bris                 | PS                     | Agriculteur Maire de Bannalec (1987-2008) Suppléant du député Gilbert Le Bris (2002-2007) |
| 2011-2015             | Guy Le Sergent               | PS                     | Directeur d'école retraité 1er Adjoint au Maire de Bannalec                               |

### Conseillers d'arrondissement (de 1833 à 1940)
Le canton de Bannalec avait deux conseillers d'arrondissement.
Il faisait partie de l'arrondissement de Quimperlé jusqu'à sa disparition en 1926.
| Période                                  | Période      | Identité                                    | Étiquette   | Qualité |
| ---------------------------------------- | ------------ | ------------------------------------------- | ----------- | --- |
| 1833                                     | 1842         | François Philibert Louis Dagorn (1796-1862) |             | Cultivateur à Melgven                                                                                       |
| 1833                                     | 1836         | M. Le Boédec                                |             | Cultivateur à Bannalec                                                                                      |
| 1836                                     | 1842         | Amédée Jean Pierre de Kerguélen (1805-1848) |             | Propriétaire à Melgven                                                                                      |
| 1842                                     | 1845         | M. Guyho                                    |             | Juge de paix, propriétaire à Bannalec                                                                       |
| 1842                                     | 1848         |                                             |             | |
| 1845                                     | 1848         | François Philibert Louis Dagorn             |             | Cultivateur à Melgven                                                                                       |
|                                          |              |                                             |             | |
| 1871                                     |              | M. Le Pustoc'h                              |             | |
| 1871                                     |              | M. Guillou                                  |             | |
|                                          |              |                                             |             | |
| 1886                                     | 1907         | Christophe Le Dérout (1852-1929)            | Républicain | Cultivateur, maire du Trévoux, suppléant du juge de paix                                                    |
| 1886                                     | 1913         | Louis Le Bihan                              | Républicain | Adjoint puis Maire de Bannalec                                                                              |
|                                          |              |                                             |             | |
|                                          | 1888 (décès) | Louis Henry (1837-1888)                     |             | Premier adjoint au maire de Bannalec                                                                        |
|                                          | 1888 (décès) | François Burel (1831-1888)                  |             | Propriétaire à Bannalec                                                                                     |
|                                          |              |                                             |             | |
| 1907                                     |              | Jean-Marie Kersulec (1860-1939)             | Républicain | Cultivateur, maire de Kernével (1902-1909)                                                                  |
| 1913                                     | 1931         | Louis Burel                                 | Radical     | Cultivateur, maire de Bannalec                                                                              |
| 1913                                     | 1931         | Henri Nicot                                 | Radical     | Propriétaire à Melgven                                                                                      |
| 1931                                     | 1937         | Jean Créo (1882-1968)                       | Radical     | Cultivateur à Trolan, maire de Kernével (1919-1935)                                                         |
| 1931                                     | 1937         | Yves Landrein (1881-1938)                   | Radical     | Propriétaire à Trohen, Melgven                                                                              |
| 1937                                     | 1940         | Félix Le Bris                               | Radical     | Cultivateur, adjoint au maire de Bannalec                                                                   |
| 1937                                     | 1940         | Jérôme Cotten                               | Radical     | Cultivateur, maire de Melgven (1925-1935 et 1944-1945)                                                      |
| 1940                                     |              |                                             |             | Les conseils d'arrondissement ont été suspendus par la loi du 12 octobre 1940 et n'ont jamais été réactivés |
| Les données manquantes sont à compléter. |              |                                             |             | |

## Démographie
| 1962  | 1968  | 1975  | 1982  | 1990  | 1999  | 2006  | 2011   | 2012   |
| ----- | ----- | ----- | ----- | ----- | ----- | ----- | ------ | ------ |
| 8 261 | 8 375 | 8 305 | 8 709 | 8 810 | 8 870 | 9 610 | 10 367 | 10 483 |